# La caduta dell'impero americano
La caduta dell'impero americano (La chute de l'empire américain) è un film del 2018 scritto e diretto da Denys Arcand.
La pellicola compone il quarto capitolo di una tetralogia tematica iniziata nel 1986 con Il declino dell'impero americano e proseguita nel 2003 con Le invasioni barbariche e nel 2007 con L'età barbarica, tutti girati dallo stesso regista.

## Trama
Pierre, laureato in filosofia, lavora come fattorino a Montréal, assiste suo malgrado a una rapina a mano armata, che termina con la morte di uno dei rapinatori e di un loro assalitore. Un terzo uomo, compagno del rapinatore ucciso, si dà alla fuga. A terra, sotto gli occhi di Pierre - giunto sul luogo della rapina per consegnare un pacchetto - rimangono due borsoni pieni di denaro. Pierre prende la fulminea decisione di impadronirsene caricandoli sul furgone col quale fa le sue consegne come fattorino. Prima di finire il suo giro di consegne passa da casa, vi nasconde il denaro e comincia a pensare cosa farci.

## Produzione
Le riprese del film sono cominciate il 5 settembre 2017 a Montréal e sono terminate l'8 novembre, sotto il titolo provvisorio Le triomphe de l'argent.

## Distribuzione
Il film è stato distribuito nelle sale cinematografiche canadesi da Les Films Séville a partire dal 28 giugno 2018. È stato successivamente presentato al Toronto International Film Festival il 6 settembre dello stesso anno e al Valladolid International Film Festival.
In Italia, il film è stato distribuito da Parthénos Distribuzione a partire dal 24 aprile 2019.

## Riconoscimenti
- 2018 - Valladolid International Film Festival[9]
  - Premio FIPRESCI